# Diocèse de Valle de Chalco
Le diocèse de Valle de Chalco (en latin : Dioecesis Vallis Chalcensis ; en espagnol : Diócesis de Valle de Chalco) est un diocèse de l'Église catholique du Mexique, suffragant de l'archidiocèse de Tlalnepantla.

## Territoire

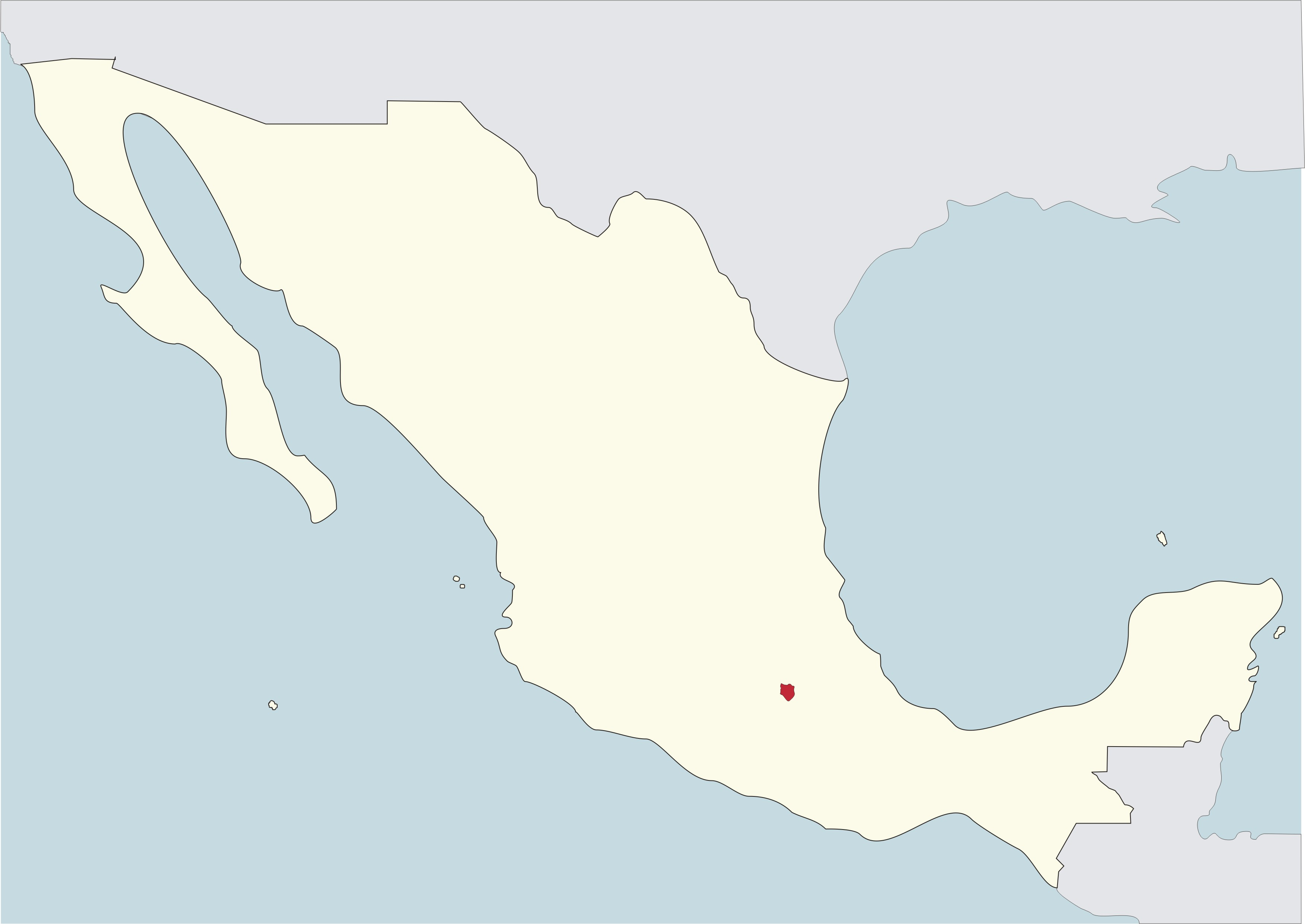
Diocèse de Valle de Chalco en rouge sur la carte du Mexique

Il comprend les municipalités d'Amecameca, Atlautla, Ayapango, Cocotitlán, Chalco, Ecatzingo, Juchitepec, Ozumba, Temamatla, Tenango del Aire, Tepetlixpa, Tlalmanalco, Valle de Chalco de Solidaridad et la ville de Cuatro Vientos de la municipalité d'Ixtapaluca de l'État de Mexico.
Son territoire possède un territoire d'une superficie de 1 237 km2 divisé en 57 paroisses. Le siège épiscopal est dans la ville de Valle de Chalco où se trouve la cathédrale Saint-Juan-Diego.

## Historique
Le diocèse est érigé le 8 juillet 2003 par la constitution apostolique Venerabilis Frater du pape Jean-Paul II en prenant une partie du territoire du diocèse de Nezahualcóyotl. Il est nommé suffragant de l'archidiocèse de Tlalnepantla.

## Évêques
- Luis Artemio Flores Calzada (8 juillet 2003 - 30 mars 2012), nommé évêque de Tepic
- Víctor René Rodríguez Gómez depuis le 25 octobre 2012